# Vandrimare
Vandrimare é uma comuna francesa na região administrativa da Normandia, no departamento de Eure. Estende-se por uma área de 6,5 km². Em 2010 a comuna tinha 976 habitantes (densidade: 150,2 hab./km²).